# 朽木・葛川県立自然公園
朽木・葛川県立自然公園（くつき・かつらがわけんりつしぜんこうえん）は、滋賀県西部の県立自然公園である。

## 概要
1971年（昭和44年）に滋賀県が指定し、公園面積は14,342haである。
安曇川源流の渓谷と後背地の山々が構成する景勝地で、丹波山地の東端部と、それに続く比良山地の西側斜面からなる。この二つの山地の間にある花折断層によって形づくられたＶ字型の谷間を安曇川が流れており、朽木渓谷や近江耶馬渓とも呼ばれる渓谷美を見せている。
一帯はほとんど山林で、一部に残る天然林を中心に野生動物の良好な生息環境となっており、ツキノワグマ、ニホンザル、イノシシ等の生息密度が高い。
朽木生杉地域にはブナの天然林があり、また奈良や京都と近く、優れた文化財も多くある。

## 関係市町村
- 大津市
- 高島市

## 名所
- 葛川明王院